# Dmitri Gueltman
Dmitri Víktorovich Gueltman (translitera del ruso: Дмитрий Викторович Гельтман; 26 de agosto de 1957) es un botánico, agrónomo ruso.

## Algunas publicaciones
- dmitri v. Geltman. 2013. Revision of Euphorbia sect. Chylogala (Euphorbiaceae). Willdenowia 43: 5-12

- ----------------------, alexandr n. Sennikov. 2002. Komarovia. Ed. Science Publ. 140 pp. ISBN 157808248X

## Honores
- Miembro de la Academia de San Petersburgo de Ciencias
- La abreviatura «Geltman» se emplea para indicar a Dmitri Gueltman como autoridad en la descripción y clasificación científica de los vegetales.[3]